# Tucker (Georgia)
Tucker es una ciudad  ubicada en el condado de DeKalb en el estado estadounidense de Georgia. En el censo de 2000, su población era de 26.532.

## Geografía
Tucker se encuentra ubicado en las coordenadas 33°51′6″N 84°13′17″O / 33.85167, -84.22139 (33.851736, -84.221524). Según la Oficina del Censo, la localidad tiene un área total de 31,4 km² (12,1 mi²), de la cual 31,1 km² (12,0 mi²) es tierra y 0,3 km² (0,1 mi²) (0.9%) es agua.

## Demografía
Según la Oficina del Censo en 2000 los ingresos medios por hogar en la localidad eran de $63,113, y los ingresos medios por familia eran $66,549. Los hombres tenían unos ingresos medios de $41,784 frente a los $33,956 para las mujeres. La renta per cápita para la localidad era de $28,318. 